# Моррис, Рэндольф
Рэндольф Альберт Моррис (англ. Randolph Albert Morris; родился 2 января 1986 года в Хьюстоне, штат Техас) — американский профессиональный баскетболист, выступающий за команду Китайской баскетбольной ассоциации «Бэйцзин Дакс».

## Карьера

### Профессиональная карьера
Летом 2008 года игрок выступал в летней лиге с командой «Атланта Хокс», с которой 29 июля подписал двухлетний контракт, сумма составила $1,7 млн.
В 2010 году присоединился к команде китайской баскетбольной ассоциации «Бэйцзин Дакс». В 2012 году месте с одноклубником Стефоном Марбери стал чемпионом Китая.

## Статистика в НБА
| Сезон                                                                                    | Команда  | Регулярный сезон | Регулярный сезон | Регулярный сезон | Регулярный сезон | Регулярный сезон | Регулярный сезон | Регулярный сезон | Регулярный сезон | Регулярный сезон | Регулярный сезон | Регулярный сезон | Серия плей-офф | Серия плей-офф | Серия плей-офф | Серия плей-офф | Серия плей-офф | Серия плей-офф | Серия плей-офф | Серия плей-офф | Серия плей-офф | Серия плей-офф | Серия плей-офф |
| Сезон                                                                                    | Команда  | GP               | GS               | MPG              | FG%              | 3P%              | FT%              | RPG              | APG              | SPG              | BPG              | PPG              | GP             | GS             | MPG            | FG%            | 3P%            | FT%            | RPG            | APG            | SPG            | BPG            | PPG            |
| ---------------------------------------------------------------------------------------- | -------- | ---------------- | ---------------- | ---------------- | ---------------- | ---------------- | ---------------- | ---------------- | ---------------- | ---------------- | ---------------- | ---------------- | -------------- | -------------- | -------------- | -------------- | -------------- | -------------- | -------------- | -------------- | -------------- | -------------- | -------------- |
| 2006–07                                                                                  | Нью-Йорк | 5                | 0                | 8.8              | .167             | .000             | .333             | 1.8              | .2               | .4               | .2               | .8               | Не участвовал  | Не участвовал  | Не участвовал  | Не участвовал  | Не участвовал  | Не участвовал  | Не участвовал  | Не участвовал  | Не участвовал  | Не участвовал  | Не участвовал  |
| 2007–08                                                                                  | Нью-Йорк | 18               | 2                | 10.1             | .362             | .000             | .483             | 2.1              | .1               | .2               | .1               | 3.1              | Не участвовал  | Не участвовал  | Не участвовал  | Не участвовал  | Не участвовал  | Не участвовал  | Не участвовал  | Не участвовал  | Не участвовал  | Не участвовал  | Не участвовал  |
| 2008–09                                                                                  | Атланта  | 23               | 0                | 3.9              | .412             | .000             | 1.000            | .9               | .1               | .1               | .0               | .8               | 3              | 0              | 2.7            | .000           | .000           | .000           | .7             | .0             | .3             | .0             | .0             |
| 2009–10                                                                                  | Атланта  | 28               | 0                | 4.4              | .561             | .000             | .593             | 1.4              | .1               | .2               | .1               | 2.2              | 3              | 0              | 3.3            | .500           | .000           | 1.000          | .7             | .0             | .0             | .0             | 1.0            |
|                                                                                          | Всего    | 74               | 2                | 5.9              | .426             | .000             | .545             | 1.4              | .1               | .2               | .1               | 1.9              | 6              | 0              | 3.0            | .333           | .000           | 1.000          | .7             | .0             | .2             | .0             | .5             |
| Наведите курсор мыши на аббревиатуры в заголовке таблицы, чтобы прочесть их расшифровку. |          |                  |                  |                  |                  |                  |                  |                  |                  |                  |                  |                  |                |                |                |                |                |                |                |                |                |                |                |

## Достижения
«Бэйцзин Дакс» :
- Чемпион Китая (2012)